# Petit Frank
Singles de François Feldman
C'est toi qui m'as fait
(1990) J'ai peur
(1991)
Pistes de Une présence
Fragile Queen
(6) C'est toi qui m'as fait
(8)
Petit Frank est une chanson du chanteur français François Feldman figurant sur l'album Une présence. Elle sort en tant que quatrième single de l'album le 6 octobre 1990 chez Phonogram.
Comme les trois précédents singles de l'album, Joue pas, Les Valses de Vienne et C'est toi qui m'as fait, Petit Frank a connu le succès en France, se classant à la première place du Top 50 pendant trois semaines, devenant ainsi le deuxième succès numéro un du chanteur.

## Historique
Comme les autres chansons de l'album Une présence sorties en single, Petit Frank est écrite par Jean-Marie Moreau et composée par François Feldman.
Elle a été par la suite incluse dans trois compilations de François Feldman, Two Feldman (1996), Best Feldman (1998) et Gold (2008) ; elle a également été interprétée lors de la tournée de Feldman en 1991 et a donc été incluse dans l'album live Feldman à Bercy (1992).

## Thème des paroles
Selon Elia Habib, spécialiste du Top 50, la chanson jouit d'une « réelle sensibilité » et son « personnage principal est un garçon, abandonné ou orphelin, vraisemblablement placé à l'Assistance publique, hésitant entre combativité et vulnérabilité ». Dans les paroles, Petit Frank traite de la souffrance de l'enfant qui tente d'être courageux malgré la mort de sa mère à l'âge de dix ans, comme le dit le refrain.
Le clip en noir et blanc illustrant la chanson montre le jeune garçon Frank, interprété par l'acteur français Boris Roatta, tourmenté par ses camarades de classe qui ne comprennent pas sa souffrance. Dans une interview, François Feldman a expliqué que la chanson n'était pas autobiographique ou personnelle, car il considérait son enfance comme heureuse et choyée.

## Accueil commercial
En France, le single a débuté à la 39e place du Top 50 le 6 octobre 1990, puis a grimpé directement dans le top 20 et est entré dans le top 10 dès sa quatrième semaine. Il a atteint la deuxième place dès la huitième semaine, mais est resté bloqué pendant cinq semaines par la chanson Une femme avec une femme de Mecano, qui a pris la tête du hit-parade à ce moment-là, puis s'est maintenu à la première place pendant trois semaines consécutives. Il a totalisé 16 semaines dans le top 10 et 22 semaines dans le top 50. Bien que non certifié par le Syndicat national de l'édition phonographique, ses ventes dépassent les 300 000 exemplaires. Avec ses singles Les Valses de Vienne et Petit Frank, François Feldman est devenu le premier et le dernier artiste à atteindre la première place du Top 50 en 1990, devenant ainsi le premier artiste français à obtenir deux succès numéro un sur une année dans le pays.
Dans le classement Eurochart Hot 100, Petit Frank est entré à la 81e place le 27 octobre 1990, a atteint la 11e place lors de sa treizième semaine, puis a chuté rapidement et a totalisé 18 semaines dans le classement.

## Liste des titres des différents supports
| A. | Petit Frank (nouvelle version)                                        | 3:50 |
| B. | Encore plus belle endormie (enregistrement public tournée d'été 1990) | 3:03 |

| 1. | Petit Frank (version maxi)     | 4:58 |
| 2. | Encore plus belle endormie     | 3:03 |
| 3. | Fragile Queen                  | 6:02 |
| 4. | Petit Frank (nouvelle version) | 3:50 |

Titres 2 et 3 également écrits par Jean-Marie Moreau et composés par François Feldman. La version studio du titre 2 figure sur l'album Une présence. Titre 3 extrait de l'album Vivre vivre.

## Classements
| Classement (1990–91)       | Meilleure position |
| -------------------------- | ------------------ |
| Europe (Eurochart Hot 100) | 11                 |
| France (SNEP)              | 1                  |

| Classement (1990)          | Position |
| -------------------------- | -------- |
| Europe (Eurochart Hot 100) | 70       |
| France (SNEP)              | 11       |